# غروس سيورن
غروس سيورن (بالإنجليزية: Gross Seehorn)‏ هو أحد جبال سلسلة جبال الألب سيلفريتا ويقع في كانتون غراوبوندن في سويسرا. يحتل المرتبة رقم 170 في قائمة جبال سويسرا من حيث الارتفاع، إذ يبلغ ارتفاعه حوالي 3122 متر، بينما يبلغ ارتفاع نتوء الجبل 434 متر، هذا وقد سجل أول وصول لقمة الجبل عام 1869.